# Mustelus ravidus
 Mustelus ravidus  — глубоководный вид хрящевых рыб рода обыкновенных куньих акул семейства куньих акул отряда кархаринообразных. Эндемик северного побережья Австралии. Размножается, предположительно, живорождением. Максимальная зафиксированная длина 101 см. Опасности для человека не представляет. Коммерческого значения не имеет.

## Таксономия
Впервые вид научно описан в 2006 году. Типовые экземпляры: взрослый самец и взрослая самка длиной 66,2 и 72,8 см, пойманные в 1982 году в Архипелаге Дампье; неполовозрелый самец длиной 56,7 см, взрослые самцы длиной 67,2 и 67,7 см и самка длиной 78,8 см, пойманные в 1982 году у Порта-Хедленда.

## Ареал
Mustelus ravidus обитают у северо-западного побережья Австралии от Перта (Западная Австралия) до Дарвина (Северная территория) на глубине от 100 до 300 м.

## Описание
У Mustelus ravidus довольно вытянутое веретенообразное тело. Морда заострённая. Рот небольшой, в форме арки. Крупные овальные глаза вытянуты по горизонтали. Спинные плавники крупные, сдвинуты назад. У самцов имеются длинные птеригоподии, которые составляют до 10 % от длины тела. Во рту есть 77 верхних и 73 нижних зубных рядов. Окрас серый или серо-коричневый. Брюхо светлое. Кончик и задний край первого спинного плавника имеют светлую маркировку, в кончики второго спинного и хвостового плавника окрашены в тёмный цвет. У верхнего края хвостового плавника имеется вентральная выемка.

## Биология
Mustelus ravidus размножаются, предположительно, живорождением. Самцы достигают половой зрелости при длине 83 см, что соответствует возрасту 6 лет. Этот вид акул способен размножаться до 18—24 лет.
Рацион состоит в основном из донных ракообразных, кроме того, эти акулы поедают небольших костистых рыб.

## Взаимодействие с человеком
Вид не представляет опасности для человека. В качестве прилова попадает в коммерческие рыболовные сети. Большая часть площади ареала этих акул расположена в районах, где действуют строгие ограничения на рыболовный промысел либо он вообще не ведётся. Международный союз охраны природы присвоил этому виду статус «Вызывающий наименьшие опасения».